# Leopold Caro
Leopold Caro, född 1864, död 1939, var en polsk nationalekonom.
Caro var från 1923 professor i socialekonomi vid universitetet i Lemberg. Caro har bland annat utgett Die Judenfrage (1893), samt på polska Sociala studier (1906) och Polska statens finansproblem 1919.